# فهرست ارتش‌های نیروی زمینی لهستان در طول جنگ جهانی دوم
فهرست سپاه‌های ارتش لهستان در طول جنگ جهانی دوم شامل اسامی فرماندهان این سپاه‌ها به همراه یگان‌ها تشکیل دهنده آن‌هاست.
| ایجاد شده پیش از آغاز جنگ         | آبی  |
| ایجاد شده در طول تهاجم به لهستان  | سبز  |
| ایجاد شده در تبعید و در ادامه جنگ | قرمز |

|  | سپاه کارپاتی (Armia Karpaty) کازیمیرز فابریتسه تیپ دوم و سوم کوهستانی، لشکر ۱۱ پیاده‌نظام لهستان، لشکر ۲۴ پیاده‌نظام لهستان، لشکر ۳۸ پیاده‌نظام لهستان |
|  | سپاه کراکوف (Armia Kraków) آنتونی سیلینگ لشکر ۶ پیاده‌نظام لهستان، لشکر ۷ پیاده‌نظام لهستان، لشکر ۲۱ کوهستانی لهستان، لشکر ۲۲ کوهستانی لهستان، لشکر ۲۳ پیاده‌نظام لهستان، لشکر ۵۵ پیاده‌نظام لهستان، تیپ ۱۰ سواره نظام موتوریزه لهستان، تیپ سواره نظام کراکوف، تیپ ۱ کوهستانی لهستان |
|  | سپاه ووچ (Armia Łódź) یولیوس رومل، ویکتور تومه لژیون ۲ پیاده‌نظام لهستان، لشکر ۱۰ پیاده‌نظام لهستان، لشکر ۲۸ پیاده‌نظام لهستان، لشکر ۳۰ پیاده‌نظام لهستان، تیپ سواره‌نظام ووینسکا و تیپ سواره‌نظام کرسووا                                                                              |
|  | سپاه مودلین (Armia Modlin) امیل کروکویچ پژدژمیرسکی لشکر ۸ پیاده‌نظام (لهستان) و لشکر ۲۰ پیاده‌نظام (لهستان)، تیپ سواره‌نظام مازوویتسکا و تیپ سواره‌نظام نووگروتسکا، تیپ دفاع ملی ورشو                                                                                                |
|  | سپاه پومورزه (Armia Pomorze) وادیسواو بورتنوفسکی لشکر ۴ پیاده‌نظام لهستان، لشکر ۹ پیاده‌نظام لهستان، لشکر ۱۵ پیاده‌نظام لهستان، لشکر ۱۶ پیاده‌نظام لهستان و لشکر ۲۷ پیاده‌نظام لهستان، تیپ سواره نظام پومورسکا، تیپ دفاع ملی پومورزه و تیپ دفاع ملی خلم                               |
|  | سپاه پوزنان (Armia Poznań) تادئوس کورتسبا لشکر ۱۴ پیاده‌نظام لهستان، لشکر ۱۷ پیاده‌نظام لهستان، لشکر ۲۵ پیاده‌نظام لهستان و لشکر ۲۶ پیاده‌نظام لهستان، تیپ سواره نظام پودولسکا و تیپ سواره نظام ویلکوپولسکا، تیپ دفاع ملی پوزنان و تیپ دفاع ملی کالیسش                               |
|  | سپاه پروسی (Armia Prusy) استفان داوبن ویرناوسکی لژیون ۳ پیاده‌نظام لهستان، لشکر ۱۲ پیاده‌نظام لهستان، لشکر ۱۳ پیاده‌نظام لهستان، لشکر ۱۹ پیاده‌نظام لهستان، لشکر ۲۹ پیاده‌نظام لهستان و لشکر ۳۶ پیاده‌نظام لهستان، تیپ سواره نظام ویلنسکا                                              |
|  | سپاه لوبلین (Armia Lublin) تادئوس پیسکور لشکر ۳۹ پیاده‌نظام لهستان، تیپ موتوریزه زرهی ورشو، یگان ساندمیرز، یگان سواره نظام تادئوس کوموروفسکی |
|  | سپاه مائوپولسکا (Armia Małopolska) کازیمیرز فابریتسه در بالا ببینید:سپاه کارپاتی |
|  | سپاه ورشو (Armia Warszawa) یولیوس رومل، والریان چوما، ویکتور تومه |
|  | سپاه لهستان در فرانسه (Wojsko Polskie we Francji) ووادیسواف سیکورسکی لشکر ۱ نارنجک اندازان لهستان، لشکر ۲ تفنگ‌داران لهستان، تیپ ۱۰ سواره نظام زرهی |
|  | سپاه اول لهستان در غرب (I Korpus Polski) استانیسواو ماچک لشکر ۱ زرهی لهستان ، تیپ اول مستقل چتر باز |
|  | سپاه دوم لهستان (II Korpus Polski) وادیسواو آندرس لشکر ۳ پیاده‌نظام لهستان و لشکر ۵ پیاده‌نظام لهستان، لشکر ۲ زرهی لهستان |
|  | ارتش اول لهستان (۱۹۴۵-۱۹۴۴) (1 Armia Wojska Polskiego) زیگموند برلینک لشکر اول پیاده‌نظام لهستان ، لژیون ۲ پیاد نظام لهستان، لشکر ۳ پیاده‌نظام لهستان در شرق، لشکر ۴ پیاده‌نظام لهستان در شرق و لشکر ۶ پیاده‌نظام لهستان، تیپ زرهی، تیپ سواره نظام ورشو                              |
|  | سپاه دوم لهستان (2 Armia Wojska Polskiego) کارول شیفرچفسکی لشکر ۵ پیاده‌نظام لهستان در شرق ، لشکر ۷ پیاده‌نظام لهستان، لشکر ۸ پیاده‌نظام لهستان، لشکر ۹ پیاده‌نظام لهستان، لشکر ۱۰ پیاده‌نظام لهستان، تیپ ۱۶ زرهی لهستان                                                              |